# Cis floridae
Cis floridae es una especie de coleóptero de la familia Ciidae.

## Distribución geográfica
Habita en Georgia, Florida, y Cuba.